# Marisa Sannia

Marisa Sannia (* Iglesias, isla de Cerdeña, Italia, 15 de febrero de 1947 - Cagliari, isla de Cerdeña, Italia, 14 de abril de 2008) fue una cantante italiana reconocida en sus inicios en los años 60 por algunos éxitos en la música ligera italiana, intérprete de canción de autor y actriz, posteriormente inicia su trayectoria artística como cantautora en idioma sardo. 

## Trayectoria artística
Después de ser jugadora de baloncesto de nivel, Marisa Sannia inició su carrera artística musical en los primeros años 60 ganando un concurso para nuevas voces que le permitió obtener un contrato discográfico con Fonit Cetra.
Participó en el programa de televisión Scala reale y Settevoci cantando canciones escritas por Sergio Endrigo que la descubrió y produjo su disco Tutto o niente. Después de algunos discretos éxitos y de participar en el Festivalbar de 1967, Marisa Sannia conoció la verdadera popularidad en Italia en 1968, cuando quedó segunda en el Festival de San Remo con Casa bianca escrita por Don Backy y cantada a dúo con Ornella Vanoni.
Después del gran éxito de Sanremo, Marisa Sannia publicó su primer disco. Seguirían algunos discos de éxito como Una lacrima, La compagnia (grabada en 1976 por Lucio Battisti y en 2007 por Vasco Rossi), L'amore è una colomba, Com'è dolce la sera stasera y La mia terra.
Marisa Sannia trabajó en el cine y participó en varias manifestaciones musicales como Canzonissima, el Festival Internazionale di Musica Leggera di Venecia, Una Canzone per l'Europa en Suiza y de nuevo en el Festival de San Remo en 1970 y 1971.
En la primera mitad de los años 70 se dedicó al teatro participando en dos comedias musicales de gran éxito junto a Tony Cucchiara y en algunos trabajos en directo de Giorgio Albertazzi. Siempre bajo la protección de Sergio Endrigo, participó en el disco L'arca, un conjunto de canciones de Vinícius de Moraes dedicadas a la infancia.
En 1973 publicó un disco con canciones de películas de Walt Disney titulado Marisa nel paese delle meraviglie. En 1976 publicó su primer trabajo como cantautora, bajo el título La pasta scotta.
Al inicio de los años 80 Marisa Sannia participó en la serie televisiva George Sand junto a Giorgio Albertazzi, Anna Proclemer y Paola Borboni y en la película de Pupi Avati Aiutami a sognare. En 1984 volvió al Festival de San Remo con Amore amore tras lo que desapareció por largo tiempo de los escenarios.
A finales de los años 80 reconoce en la obra de Joan Manuel Serrat nuevos caminos hacia los que enfocar sus composiciones, graba el disco "Una certa idea di me…..e Serrat" que contiene cuatro versiones de temas de Serrat en italiano: Ogni tanto la vita (De vez en cuando la vida),
Quelle piccole cose (Aquellas pequeñas cosas),
Il Manichino o Cartapesta (De cartón piedra) y
Parole d'amore (Paraules d'amor), más cuatro temas de otros autores. El álbum nunca fue publicado salvo su primera canción “Sentieri sconosciuti”, en 2011, con motivo de una exposición fotográfica con la presentación de un videoclip del canción, en un CD promocional de una compañía discográfica ya desaparecida.
En 1993 volvió con un disco en lengua sarda en el que puso música a los versos de Antioco Casula, poeta sardo de la primera mitad del siglo XIX, con el título Sa ohe de su entu e de su mare. Después Marisa Sannia volvió al teatro con Giorgio Albertazzi en Le memorie di Adriano - Ritratto di una voce de 1995.
En 1997 se editó su disco Melagranàda en colaboración con el escritor Francesco Masala. En 2002 participó en Canzoni per te, disco tributo a Sergio Endrigo, interpretando Mani bucate.
En 2003 se editó la tercera grabación en lengua sarda, Nanas e janas, con letra y música inéditas escritas por ella misma. Esta búsqueda poética y musical se presentó en el recital Canzoni tra due lingue sul cammino della poesia, que cantó en La Notte dei Poeti en el anfiteatro romano de Nora, en el Festival de Taormina y en Roma Incontra il Mondo.
Como autora ganó el Festival della Canzone d'Autore per Bambini. Marisa Sannia colaboró con multitud de artistas y algunas de sus composiciones han sido interpretadas en España por la cantante Ester Formosa, con quien en 2007 planeó un proyecto musical en común, con el título Ria' Ria' Ester Formosa & Marisa Sannia caminen pel fons de la mar estrenado en el Festival Temporada Alta de Girona.
En los últimos tiempos la cantautora sarda estaba trabajando en la realización de su nuevo disco que será su legado artístico póstumo: Rosa de papel, fruto de la apasionada búsqueda vital y del mundo poético de Federico García Lorca, conjugando su música con los textos del juvenil Libro de poemas, Poema del cante jondo, Primeras canciones, Canciones, Diván del Tamarit, Suites, Poeta en Nueva York y El maleficio de la mariposa.
A causa de una repentina enfermedad falleció, en Cagliari, el 14 de abril de 2008. Su disco Rosa de papel fue editado en Italia en mayo de 2008.

## Discografía
- Marisa Sannia (Fonit Cetra, 1968)
- Marisa Sannia canta Sergio Endrigo e le sue canzoni (CGD, 1970)
- Marisa nel paese delle meraviglie (EMI, 1973)
- La pasta scotta (CBS, 1976)
- Sa ohe de su entu e de su mare (Tekno Record, 1993)
- Melagranàda (Nar, 1997)
- Nanas e janas (Nar, 2003).
- Rosa de papel (Felmay, 2008)